# Wolseley (circonscription électorale)
Pour les articles homonymes, voir Wolseley.
Circonscription électorale provinciale du Canada
Wolseley est une circonscription électorale provinciale du Manitoba (Canada). Le nom de la circonscription rappelle le colonel Garnet Joseph Wolseley, officier qui joua un rôle crucial durant la rébellion de la rivière Rouge en 1870.
Les circonscriptions limitrophes sont St. James à l'ouest, Notre Dame au nord, Gare-Union à l'est, Fort Rouge au sud-est, et River Heights au sud. 

## Liste des députés
| Wolseley | Wolseley        | Wolseley                  | Wolseley    | Wolseley    | Wolseley |
| Nom      | Nom             | Parti                     | Mandat      | Législature |          |
| -------- | --------------- | ------------------------- | ----------- | ----------- | -------- |
|          | Jean Friesen    | Progressiste-conservateur | 1958 - 1959 | 25e         |          |
|          | Jean Friesen    | Progressiste-conservateur | 1959 - 1962 | 26e         |          |
|          | Jean Friesen    | Progressiste-conservateur | 1962 - 1966 | 27e         |          |
|          | Jean Friesen    | Progressiste-conservateur | 1966 - 1968 | 28e         |          |
|          | Leonard Claydon | Progressiste-conservateur | 1968 - 1969 | 28e         |          |
|          | Leonard Claydon | Progressiste-conservateur | 1969 - 1971 | 29e         |          |
|          | Israel Asper    | Libéral                   | 1971 - 1973 | 29e         |          |
|          | Israel Asper    | Libéral                   | 1973 - 1975 | 30e         |          |
|          | Robert Wilson   | Progressiste-conservateur | 1975 - 1977 | 30e         |          |
|          | Robert Wilson   | Progressiste-conservateur | 1977 - 1980 | 27e         |          |
|          | Robert Wilson   | PC indépendant            | 1980 - 1980 | 27e         |          |
|          | Robert Wilson   | Indépendant               | 1980 - 1981 | 27e         |          |
|          | Myrna Phillips  | Néo-démocrate             | 1981 - 1986 | 32e         |          |
|          | Myrna Phillips  | Néo-démocrate             | 1986 - 1988 | 33e         |          |
|          | Harold Taylor   | Libéral                   | 1988 - 1990 | 34e         |          |
|          | Jean Friesen    | Néo-démocrate             | 1990 - 1995 | 35e         |          |
|          | Jean Friesen    | Néo-démocrate             | 1995 - 1999 | 36e         |          |
|          | Jean Friesen    | Néo-démocrate             | 1999 - 2003 | 37e         |          |
|          | Rob Altemeyer   | Néo-démocrate             | 2003 - 2007 | 38e         |          |
|          | Rob Altemeyer   | Néo-démocrate             | 2007 - 2011 | 39e         |          |
|          | Rob Altemeyer   | Néo-démocrate             | 2011 - 2016 | 40e         |          |
|          | Rob Altemeyer   | Néo-démocrate             | 2016 - 2019 | 41e         |          |
|          | Lisa Naylor     | Néo-démocrate             | 2019 - 2023 | 42e         |          |
|          | Lisa Naylor     | 2023 - présent            | 43e         |             |          |